# Regiunea Kirov
Regiunea Kirov este o regiune de pe teritoriul Rusiei.